# Wincenty Hołownia
Wincenty Hołownia (ur. 1773, zm. 1855) – podpułkownik; uczestnik wojny polsko-rosyjskiej 1792 i powstania kościuszkowskiego 1794; ponownie w wojsku polskim 1807-1831, od października 1807 w 4 Pułku Piechoty Księstwa Warszawskiego; uczestnik walk w Hiszpanii 1808-1810 i kampanii niemieckiej 1813-1814; pozostawił pamiętniki.
Był członkiem loży wolnomularskiej w Arras w 1810 roku.